# Лорд, Питер
Питер Лорд (англ. Peter Lord; род. 4 ноября 1953, Бристоль, Великобритания) — британский аниматор. Один из основателей анимационной студии «Aardman Animations». Командор ордена Британской империи (2006).

## Биография
Лорд родился в Бристоле, Англия. В сотрудничестве с Дэвидом Спрокстоном, другом его детства, он осуществил свою мечту «сделать и снять анимационный фильм». В 1976 году окончил Йоркский университет по специальности «английский язык». Он и Спрокстон основали «Aardman» как низкобюджетную студию, производя короткометражки и трейлеры для рекламы. Их работа была впервые показана в рамках телевизионного сериала BBC Vision On. В 1977 году они создали «Morph» анимационный персонаж с технологией stop-motion из пластилина.
Лорд, Парк и Спрокстон разработали и доработали свой стиль разработанных персонажей из глиняной анимации с технологией stop-motion. В 1991 году Лорд анимировал «Адам», 6-минутную глиняную анимацию, которая был номинирован на премию Оскар. Парк создал корометражки про Уоллеса и Громита в сотрудничестве с Лордом и Спрокстоном. Все трое вместе работали продюсерами, редакторами и режиссёрами. В 2000 году Лорд вместе с Парком выпустили мультфильм «Побег из курятника».